# Eulophia spectabilis
Eulophia spectabilis là một loài thực vật có hoa trong họ Lan. Loài này được (Dennst.) Suresh mô tả khoa học đầu tiên năm 1988.